# Johann Philipp von Stadion
Johann Philipp Karl Joseph, comte de Stadion-Thannhausen et Warthausen (né le 18 juin 1763 à Mayence - décédé le 15 mai 1824 à Baden) était un homme d'État, un diplomate, un ministre des Finances et ministre des Affaires étrangères autrichien.

## Biographie
De 1787 à 1790, Stadion est envoyé à Stockholm, puis à Londres où son action fut décisive pour faire entrer l'Angleterre dans les guerres de coalition contre la France révolutionnaire. En 1793 Stadion démissionna pour protester quand François II voulut céder la Pologne à la Prusse et échanger les Pays-Bas autrichiens contre la Bavière.
En 1800 il reprit du service comme ambassadeur à Berlin et en 1803 à Saint-Pétersbourg. Dans ce dernier poste, il intervint auprès du tsar pour le faire entrer dans la troisième guerre de coalition. En 1805 il fut nommé ministre des Affaires étrangères d'Autriche. Cependant il s'occupa surtout de réformes internes dans l'enseignement et l'administration ainsi que de développer l'économie et instaurer un système pour l'armement du peuple qui devait être mis en œuvre contre la France napoléonienne. En 1803 il conseilla à François II de dissoudre le Saint-Empire, dans l'espoir (qui devait être déçu) d'empêcher ainsi la création de la confédération du Rhin. Il était un des partisans de la révolte autrichienne de 1809, qui échoua cependant du fait que la Prusse refusa d'y participer, contrairement aux espérances de Stadion. Après la défaite autrichienne, il fut remplacé par Metternich dans ses fonctions de ministre des Affaires étrangères.
En 1815 il devint ministre des Finances. Dans le cadre de sa réorganisation de la fiscalité, il fonda en 1816 la Banque nationale autrichienne. En politique extérieure il se trouvait en conflit avec François II et Metternich, puisqu'il préférait la solution de la Grande Allemagne.